# Когату (Сауе)
Ко́гату (ест. Kohatu küla) — село в Естонії, у волості Сауе повіту Гар'юмаа.

## Населення
Чисельність населення на 31 грудня 2011 року становила 187 осіб.

## Історія
З 21 травня 1992 до 1 листопада 1993 року село відносилося до волості Ніссі. Після утворення 1 листопада 1993 волості Керну і до 24 жовтня 2017 року село входило до складу цього самоврядування.